# لازستان

پادشاهی لازیکا

لازستان یا اِگریسی (به گرجی: ეგრისის სამეფო اِگریسیس سامِپُ (پادشاهی اگریسی)) نام منطقهٔ جغرافیایی و پادشاهی آن در غرب کشور گرجستان امروزی است، که بر پایه نام قوم لاز چنین نامگذاری شده است و در دوره‌هایی هم توسط مردم محلی اداره می‌شد.
جنگ لازستان
این جنگ بر سر شهر لازیکا (گرجستان امروزی) بین ارتش‌های ایران و روم درگرفت و از سال ۵۴۰ میلادی آغاز شد. لازیکا شهری کوچکی به نام پترا داشت که زیر سلطه مستقیم امپراتوری روم بود. شهر پترا در کنار دریای سیاه قرار داشت و یک بندر کوچک به‌شمار می‌رفت. فرماندار رومی پترا بازرگانی را در انحصار خود گرفته بود و چون شاه لازیکا از این کار فرماندار رومی خشمگین بود، برای ستاندن انحصار مذکور، از دربار ایران یاری خواست. در نهایت با رشادت و فداکاری ۱۵۰۰ نفر از ایرانیان جلوی پیشروی ارتش روم تا رسیدن قوای کمکی به فرماندهی مهرویه گرفته شد.